# Башня Зимбулка
Башня Зимбулка — одна из сохранившихся до наших дней башен Смоленской крепостной стены.

## Местонахождение и внешний вид
Башня Зимбулка находится на улице Маршала Жукова напротив дома № 15. Находится в составе самого большого из сохранившихся фрагментов Смоленской крепостной стены, между башнями Долгочевской и Никольской (обе сохранились). Представляет собой малую четырёхугольную башню. Проход в башню возможен со стороны улицы Маршала Жукова. Внутренние лестницы башни, ведущие на прясла, в настоящее время замурованы, а перекрытия сбиты. Имеет крышу. Подо что-либо в настоящее время Зимбулка не используется.

## История
По версии историка Махотина, название «Зимбулка» происходит от соответствующего прозвищного имени. В 1706 году башня была защищена земляной насыпью. К началу XX века со стороны нынешней улицы Маршала Жукова вся местность рядом с башней была уже застроена, вследствие чего её можно было осмотреть лишь с внешней стороны крепостной стены.